# Leptoneta namhensis
Leptoneta namhensis là một loài nhện trong họ Leptonetidae.
Loài này thuộc chi Leptoneta. Leptoneta namhensis được miêu tả năm 1982 bởi Paik & B. K. Seo.